# Hack Kampmann

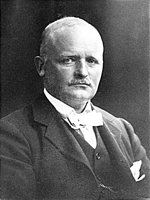
Hack Kampmann

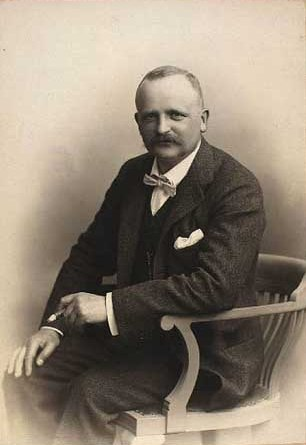
Hack Kampmann fotografiert von Julie Laurberg

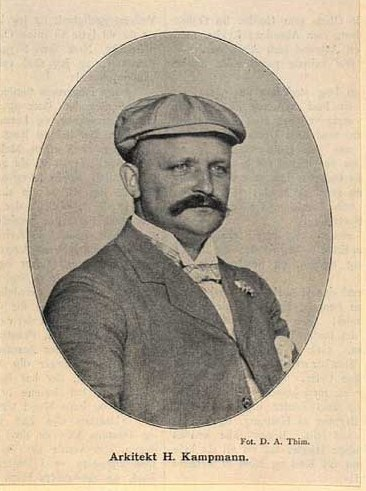
Hack Kampmann

Hack Kampmann (* 6. September 1856 in Ebeltoft; † 27. Juni 1920 in Frederiksberg) war ein dänischer Architekt, königlicher Bauinspektor, Professor für Architektur und Kunstmaler. Er hatte zunächst großen Einfluss auf die nationalromantische und später neuklassizistische Architektur in Dänemark und wurde so ein bedeutender und besonders markanter Architekt in Aarhus und der weiteren Umgebung Jütlands, wo viele seiner Entwürfe realisiert wurden.

## Leben

### Ausbildung und Reisen
Er war der Sohn von Probst Christian Peter Georg Kampmann (* 17. August 1816) und seiner Frau Johanne Margrethe Marie, geborene Schmidt (* 27. April 1824). Kampmann ging nach einer Maurerlehre (1873–1874) zum Architekturstudium bis 1878 zur Königlich Dänischen Kunstakademie (dän.: Det Kongelige Danske Kunstakademis Skoler for Arkitektur, Design og Konservering) (KADK). Er wurde Assistent bei Ferdinand Meldahl (1879) und Hans J. Holm (1880) in Frederiksberg und erhielt 1882 eine kleine Goldmedaille für den Entwurf einer Badeanstalt im italienischen Renaissance-Stil.
Hack Kampmann studierte ab 1882 an der École nationale supérieure des beaux-arts de Paris (deut.: Staatliche Hochschule der Schönen Künste Paris) und wurde Assistent beim Architekten Jacques Hermant. Er gewann 1884 die große Goldmedaille für den Entwurf eines Rathauses für Kopenhagen.
Kampmann unternahm viele Studienreisen:
- 1882 nach Norditalien durch ein Stipendium des dänischen Den Reiersenske Fond;
- 1881 und 1883 nach Paris, wo er die Kunstakademie besuchte und mit dem Architekten Jacques Hermant zusammenarbeitete;
- 1884 nach Schweden;
- 1885–1886 nach Deutschland, Frankreich und Italien finanziert durch ein Akademie-Stipendium;
- 1887 nach Griechenland mit dem dänischen Brauer Carl Jacobsen (Carlsberg);
- 1894 nach Holland, außerdem Spanien und weitere Länder.[2]

### Karriere
Seit 1888 betrieb er sein eigenes Architekturbüro. Er war seit 1888 Unterrichtsassistent an der Kunstakademie unter Hans J. Holm, Mitglied der Akademie wurde er 1887 und seit 1908 auf Lebenszeit.
Kampmann pflegte eine enge Beziehung zum Brauer Carl Jacobsen (Carlsberg-Brauerei) und wurde der Nachfolger des bisherigen Hausarchitekten Vilhelm Dahlerup.

#### Königlicher Bauinspektor
Kampmann kam 1892 nach Aarhus, wo er seit dem 1. April des Jahres zum Königlichen Bauinspektor für Nørrejylland (deut.: Nordjütland) ernannt wurde. Er prägte die Stadt architektonisch bis zu seinem Tode. Er war auch Professor an der Königlich Dänische Kunstakademie in Kopenhagen von 1908 bis 1918.
Hack Kampmann begann als Schüler des Architekten Hans J. Holm, der sich als Provinzarchitekt in Viborg niedergelassen hatte. Holm als Schüler des Architekten Johan Daniel Herholdt war ein Anhänger der Nationalromantik, hier insbesondere die Bezeichnung für einen Baustil in Dänemark und Skandinavien zwischen 1890 und 1910. Die verwendeten Materialien sollten eine regionale Herkunft haben. Die bevorzugten Materialien in Dänemark waren Ziegel (insbesondere rote) für das Mauerwerk und das Dach, Granit (aus Bornholm) für den Sockel, die Treppen und den Skulpturenschmuck, und Holz für die Dachkonstruktion. Als Hauptwerk der Nationalromantik in Dänemark gilt das Rathaus in Kopenhagen. Eine ähnliche Ausführung wies das Gebäude der Zollamtes in Aarhus (dän.: Aarhus Toldkammerbygning) auf, geschickt über dem mittelalterlichen Stadtgraben konstruiert.

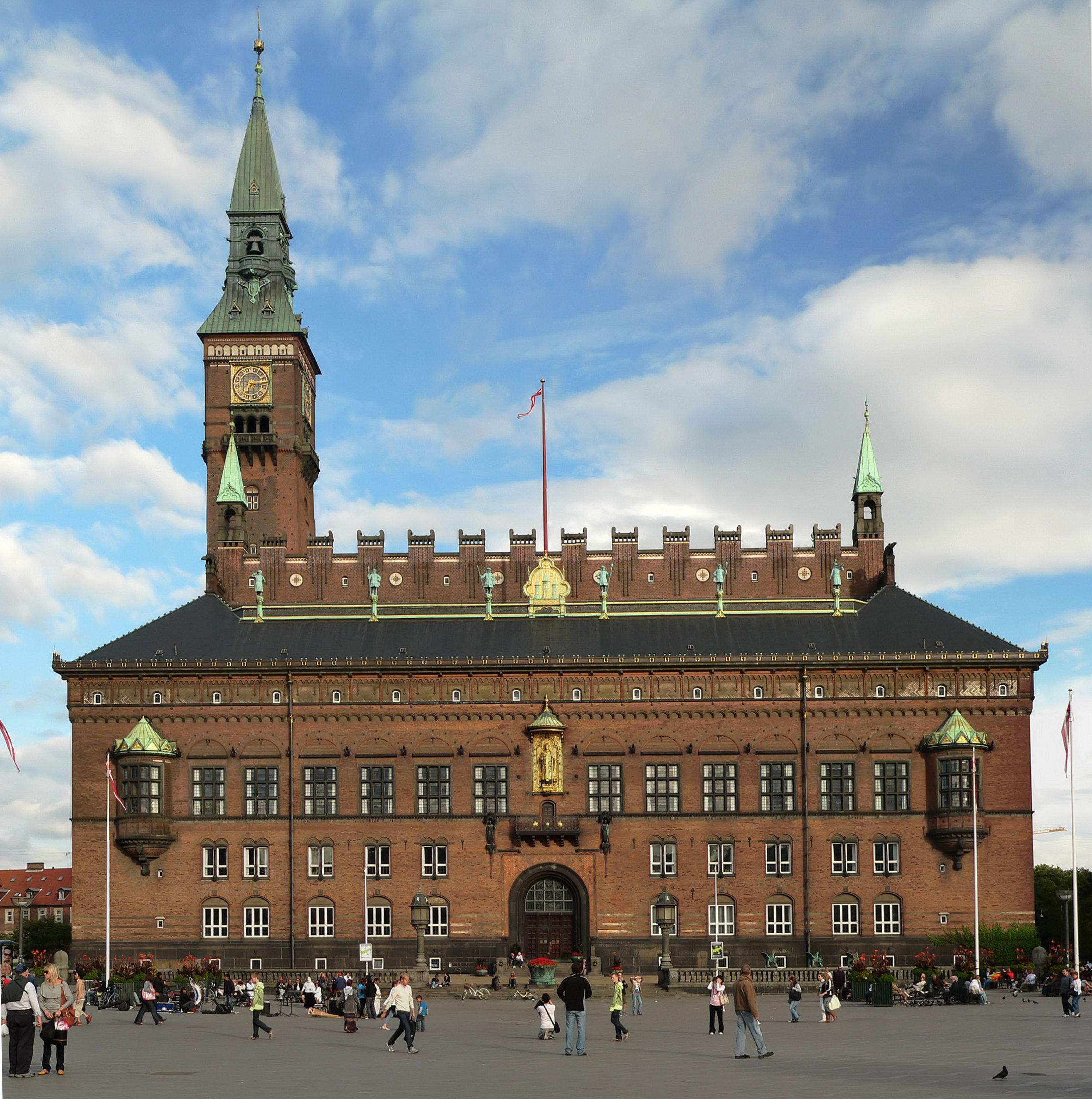
Rathaus Kopenhagen, Hauptwerk der Nationalromantik in der Architektur, Entwurf: Martin Nyrop

Innerhalb der Bewegung setzte Kampmann das fort, was J.D. Herholdt begonnen hatte. Seine Position antwortete auf Martin Nyrops Ausstellungsgebäude und seinen Entwurf des Kopenhagener Rathauses sowie J.G. Clasons Rationalismus in Schweden. Mit einer abweichenden Meinung wünschte er sich mehr Unabhängigkeit, wie man an seiner eigenen malerischen und unregelmäßigen Villa sehen kann. Kampmann bemühte sich lange auch dem kleinsten Detail eine persönliche Prägung zu geben, das war die sogenannte „spaßige Detail-Periode“, aber sicherlich eine Vorliebe, die er nicht immer umsetzen konnte und deshalb naturalistische Elemente in der Dekoration nutzte. Wie J.D. Herholdt legte Kampmann Wert auf Materialqualität. Seine Entwürfe in den Jahren waren unruhig und uneinheitlich als Antwort auf die kulturelle Krise um 1900; es galt Originalität und Inhomogenität zu schaffen.
Im Jahr 1908 entwarf er eine seiner unruhigsten Arbeiten: das Post- und Telegrafengebäude in Aalborg. Im selben Jahr konstruierte er das Gebäude des Zollamts in Skagen im neubarocken Stil, die die heimischen Rotsteinarchitektur einband. Um 1915 ging Kampmann mit dem Entwurf des Gebäudes der Zollkammer Hjørring (Hjørring Toldkammer) über zum Stil des Neuklassizismus. Aber er überließ in dieser Periode die Realisierung vieler Entwürfe seinen Söhnen Christian Kampmann und Hans Jørgen Kampmann, die beide ebenfalls Architekten waren und anderen Mitarbeitern wie Aage Rafn, dessen Name untrennbar mit der Kopenhagener Polizeiwache (Københavns Politigård) verbunden ist.
Als Professor an der Architekturschule in Kopenhagen übernahm er seit dem 15. August 1913 die erste neu eröffnete Bauklasse, die sogenannte Dänische Klasse (Danske Klasse).
Manche seiner Bauten wurden abgerissen, aber in neuerer Zeit sind viele seiner Gebäude unter Denkmalschutz gestellt worden.

### Privates
Hack Kampmann heiratete am 4. September 1888 in Kopenhagen Johanne Holm (4. Juli 1868 in Kopenhagen, † 14. März 1920 ebenda), Tochter des Architekten Hans J. Holm und Anna Dorthea Johanne Severin Nielsen.
Hack Kampmann ist begraben auf dem Friedhof Vestre Kirkegård in Kopenhagen.

## Ehrungen
- 1905 Mitglied des Vorstandes des Fonds Albertina des dänischen Bierbrauers Carl Jacobsen (Carlsberg)
- 1909 Mitglied des Auswahlausschusses der Landesausstellung in Aarhus (Landsudstillingen i Århus)
- 1914–1917 Vorsitzender des Akademierates
- 1909–1917 Stellvertretender Vorsitzender Akademisk Architektforening (deut: Akademische Architektenvereinigung)
- 1917–1919 Vorsitzender Akademisk Architektforening und Mitglied des Vorstandes des Kunstindustriemuseums (Kunstindustrimuseet)

Er war Richter in vielen Architekturwettbewerben.
Hack Kampmann ist Ritter des Dannebrogordens (Ridder af Dannebrog) und bekam die Verdienstmedaille in Gold (Fortjenstmedaljen af guld) im Jahr 1900 für den Entwurf des Theaters in Aarhus (Aarhus Teater). Seit 1915 erhielt er lebenslang eine Künstlerrente vom Finanzamt.
Kampmann wurde porträtiert von dem dänischen Maler Knud Larsen (1865–1922).

## Werke/Bauten

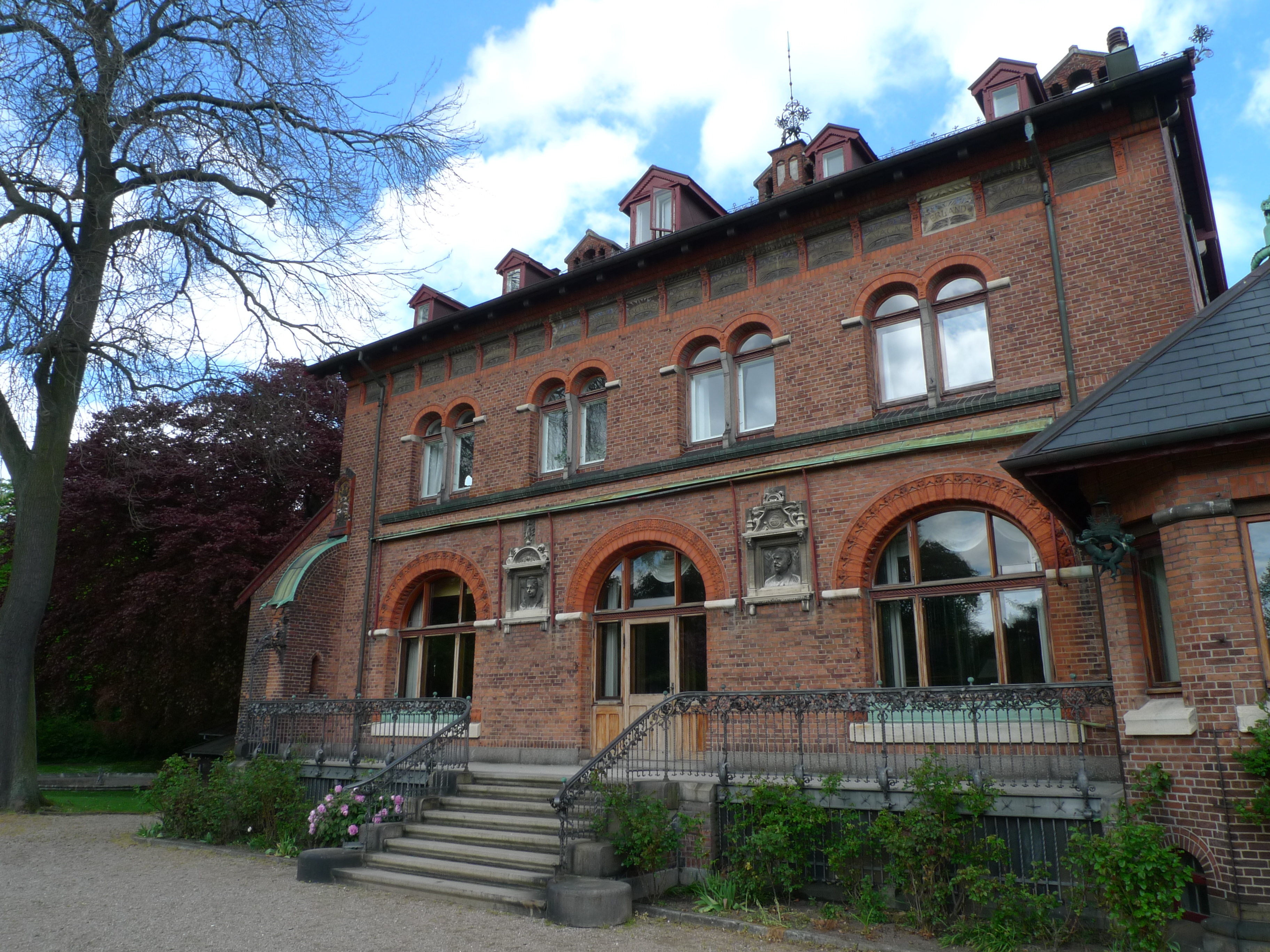
Villa Carl Jacobsen (Carlsberg), Kopenhagen/Vesterbro

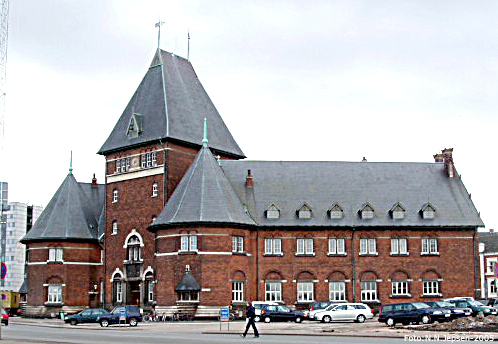
Zollamt Århus

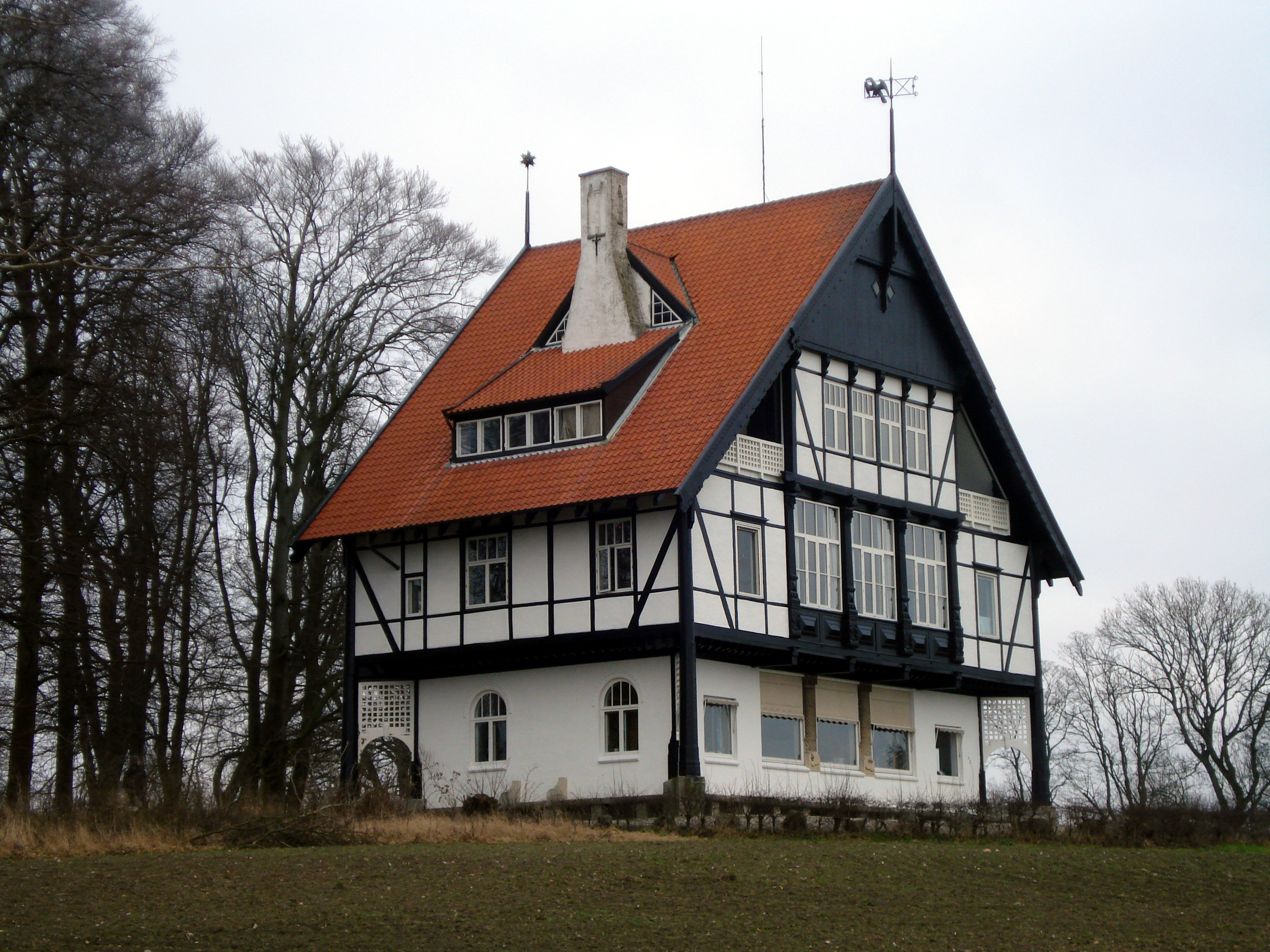
Jagdschloss bei Kalø Hovedgård

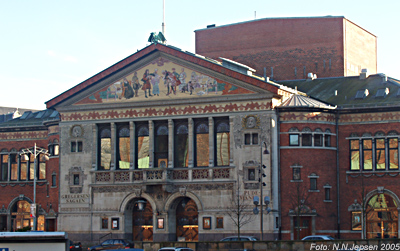
Aarhus Theater

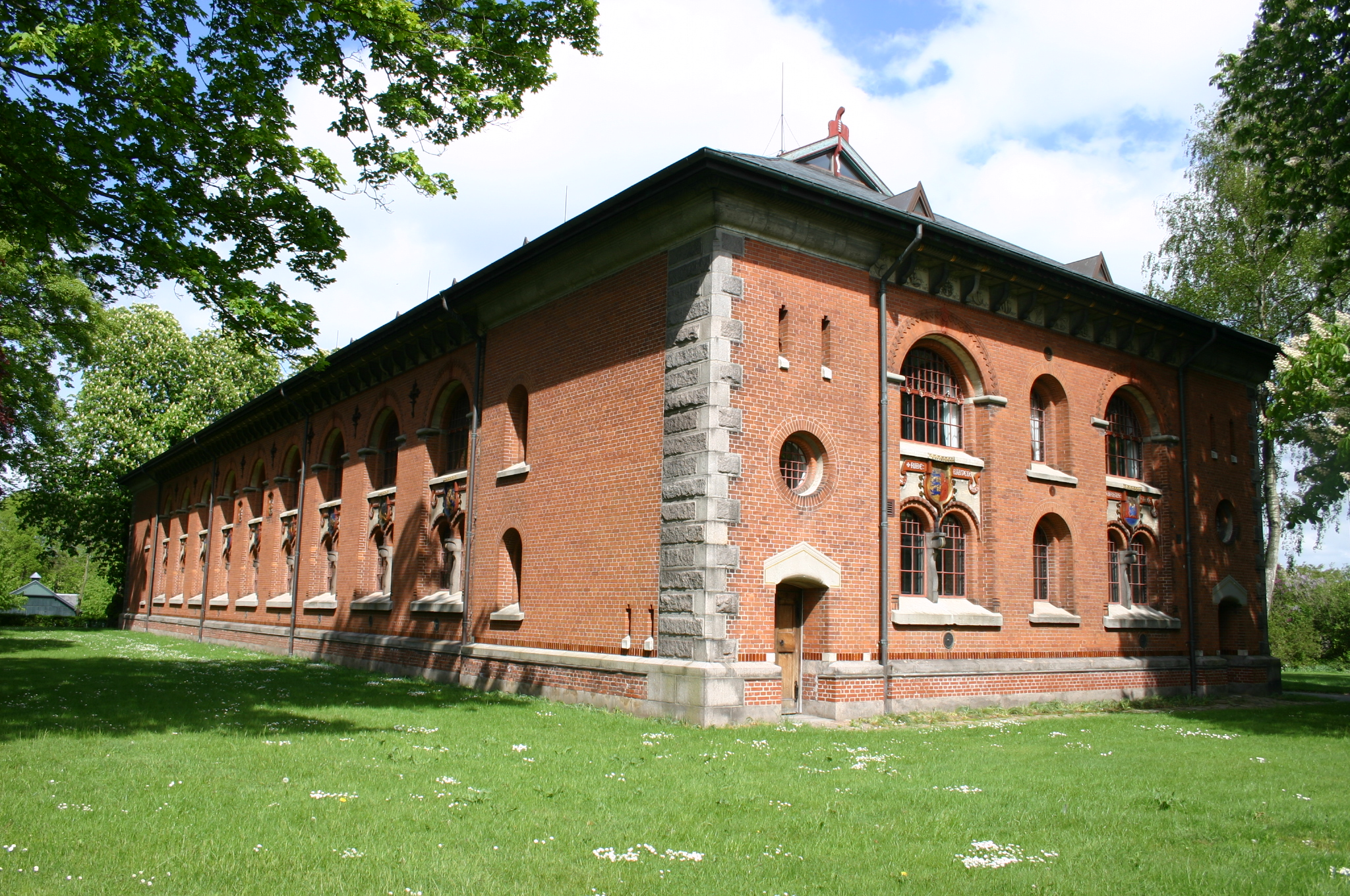
Landesarchiv für Nørrejylland in Viborg

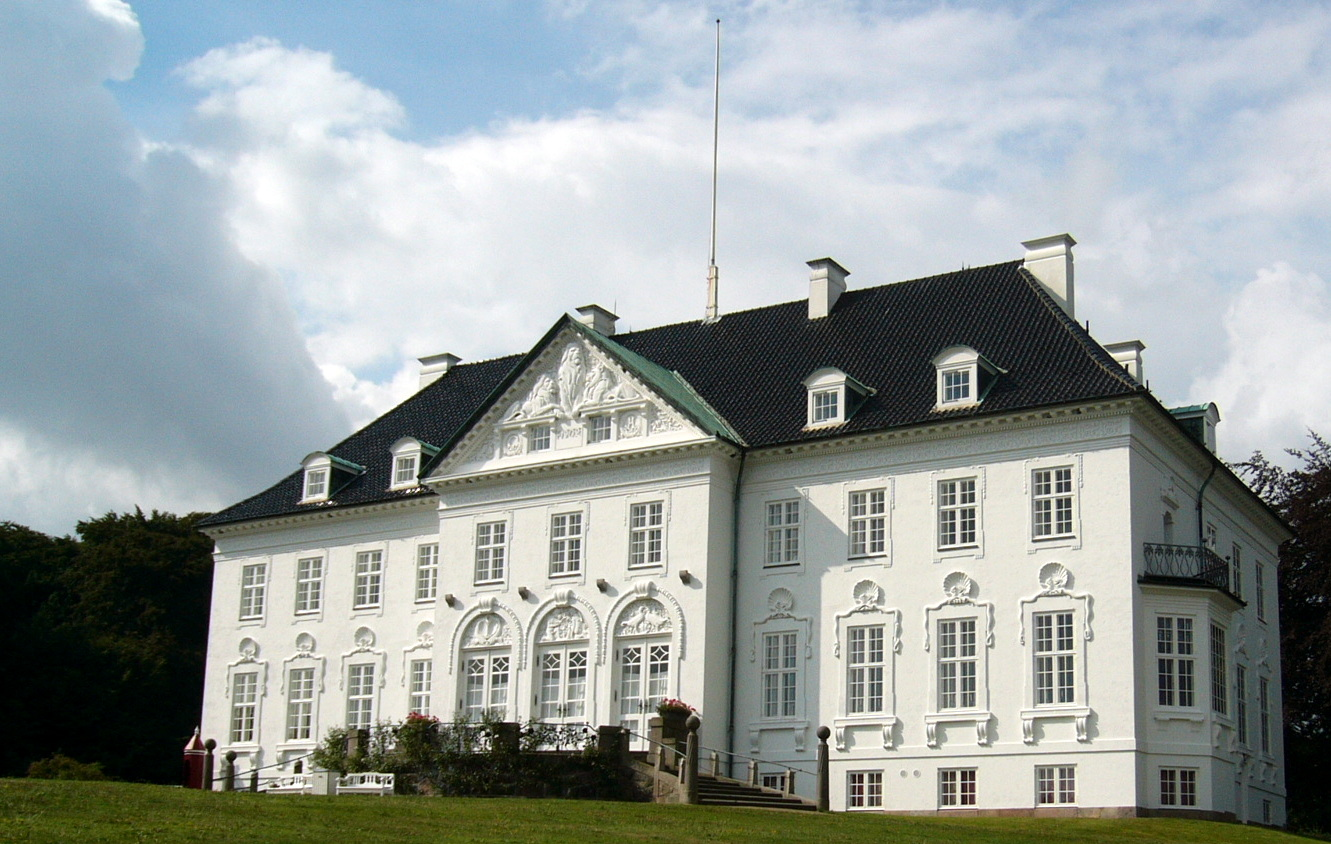
Schloss Marselisborg

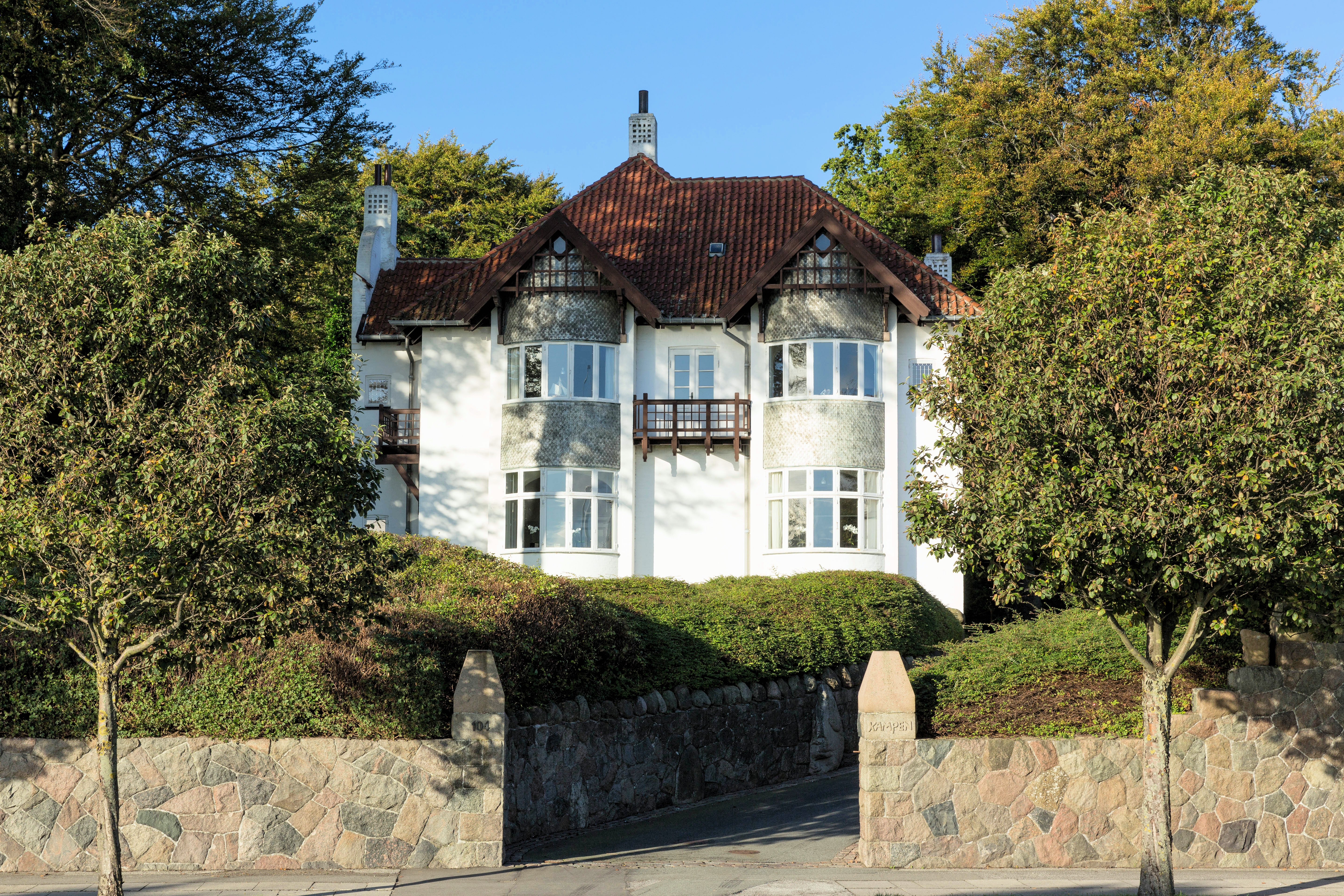
Villa Kampen in Århus, Blick vom Strandvejen

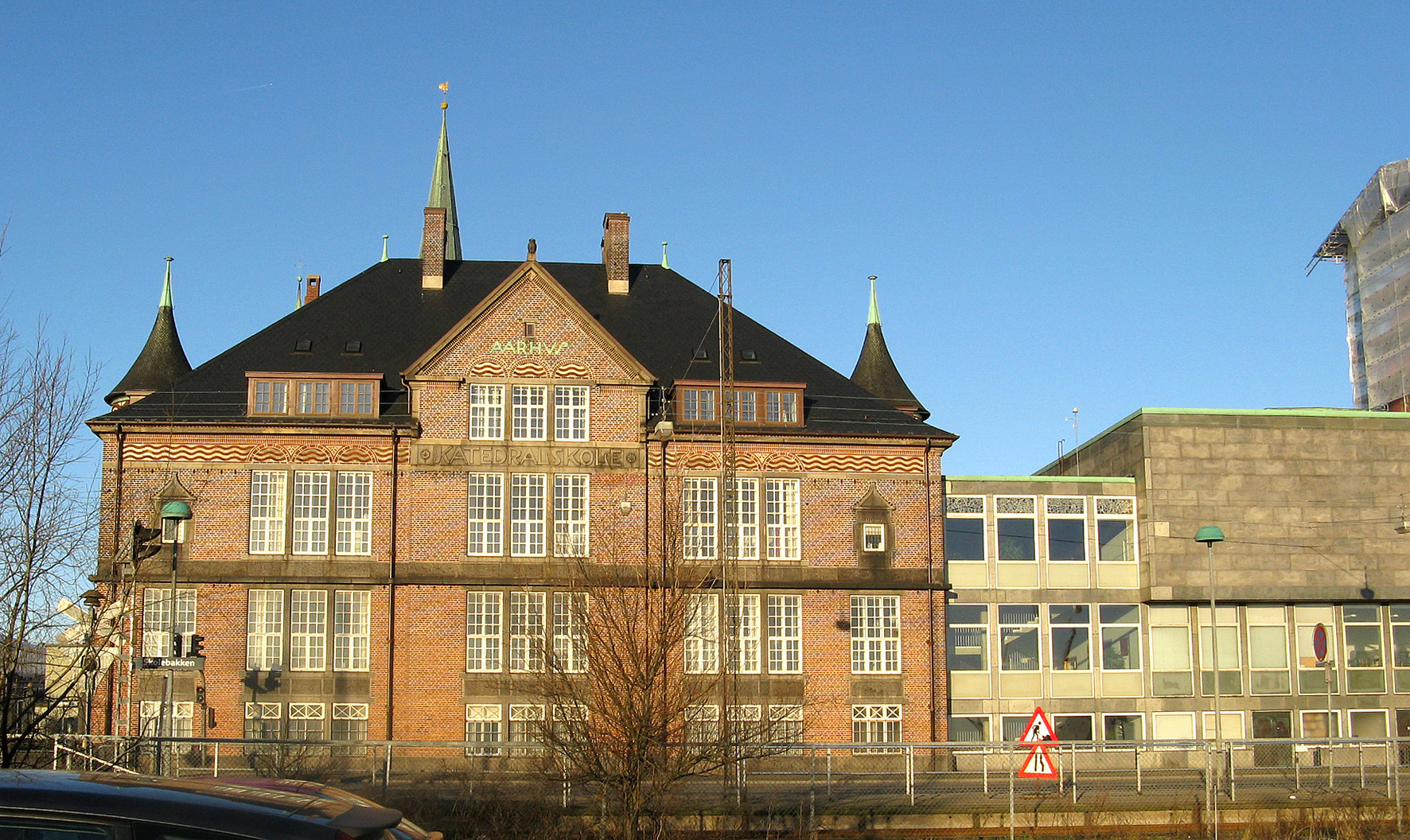
Aarhus Kathedralsschule – Das rote Gebäude

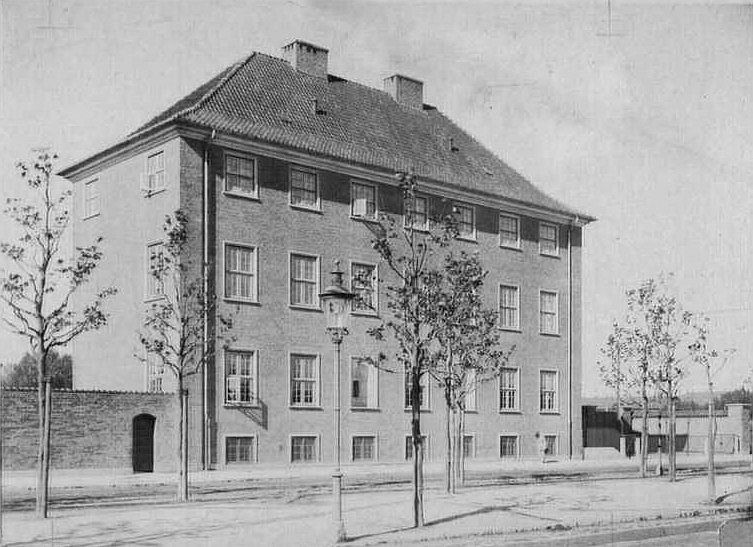
Statsprøveanstalten Kopenhagen (abgerissen 1995)

Viborg Kathedralsschule

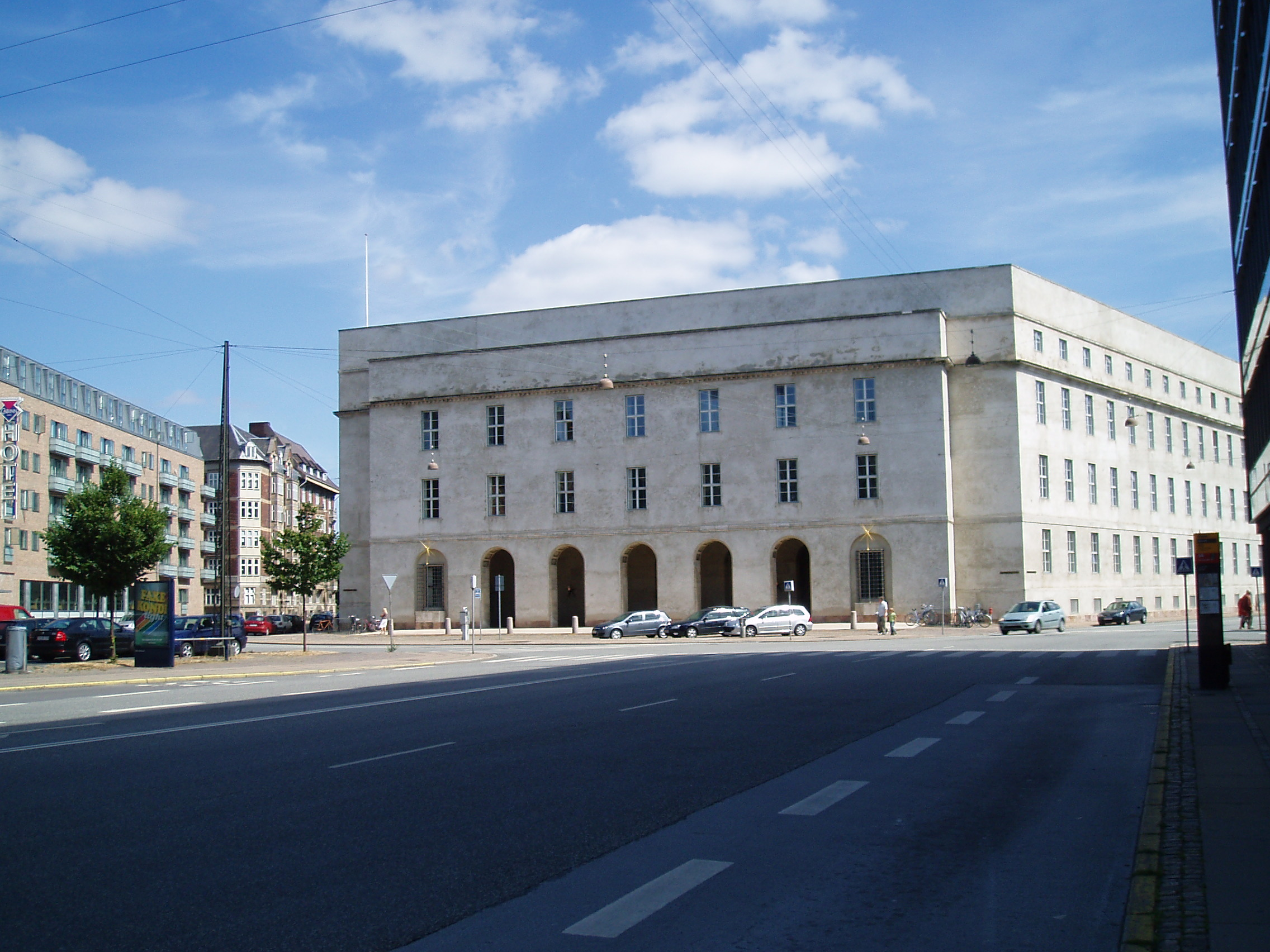
Polizeiwache Kopenhagen

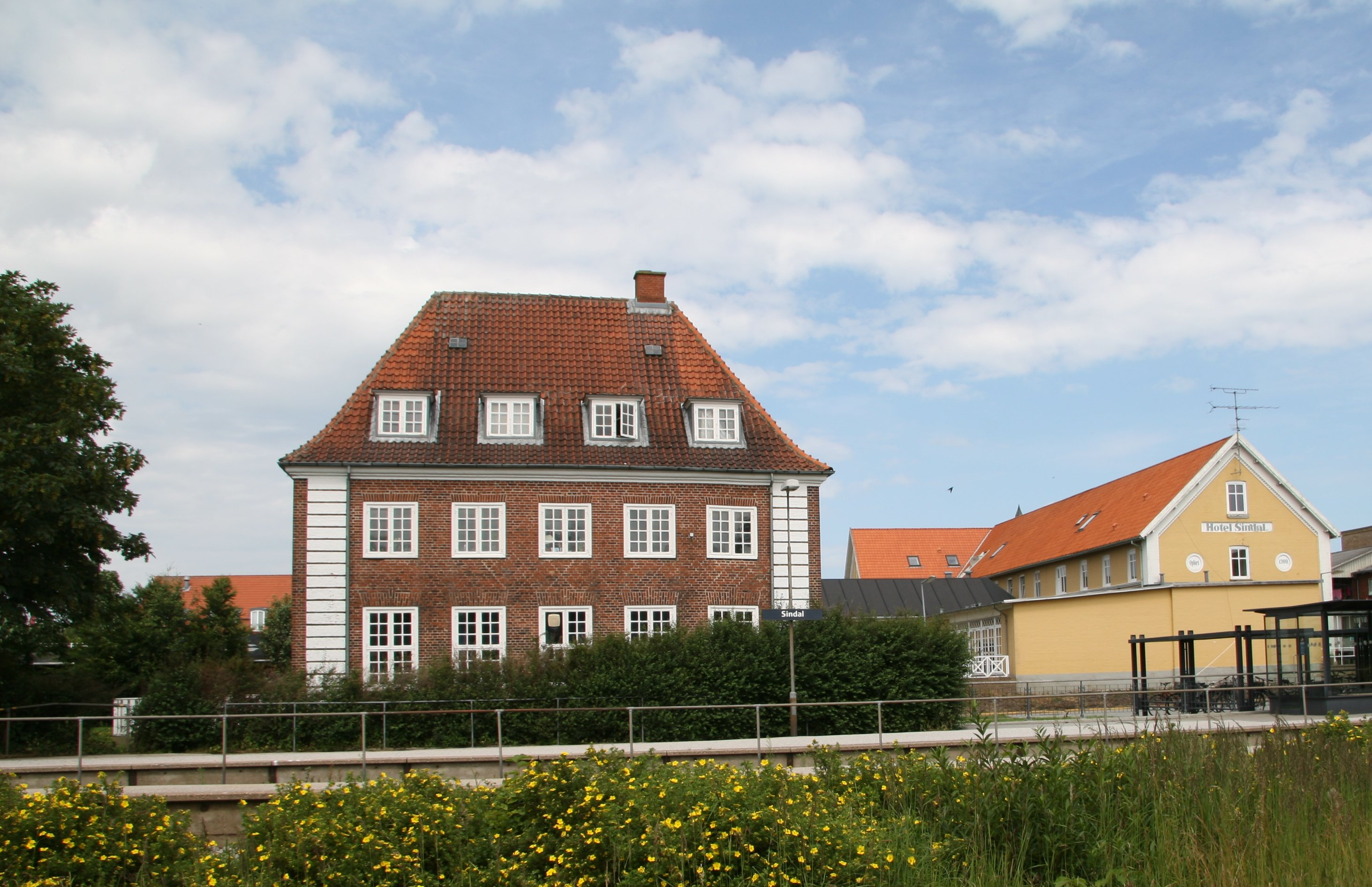
Postamt in Sindal

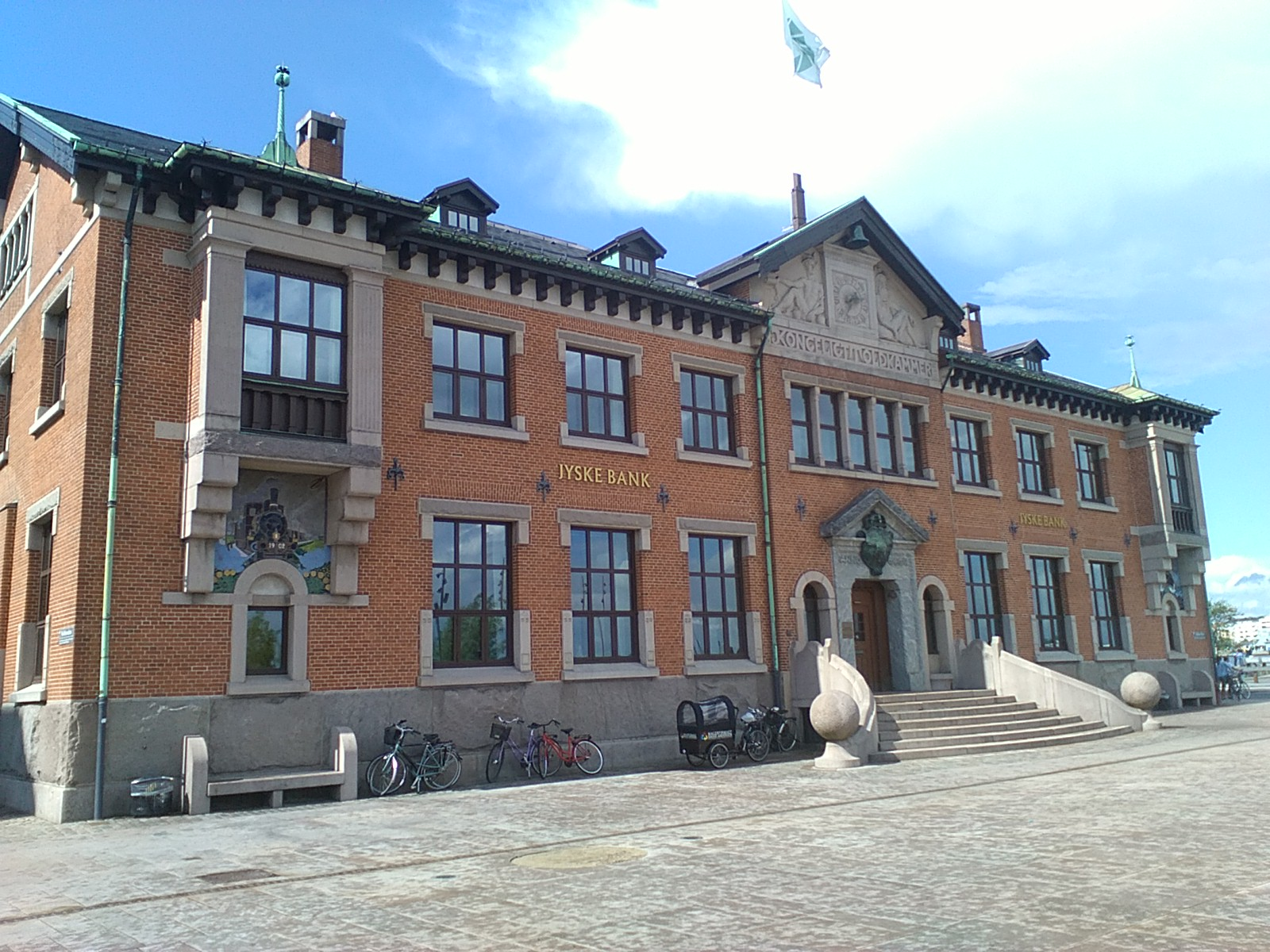
Königliches Zollgebäude in Aalborg (heute; Jyske Bank)

- 1887–1888 Villa Miramare für den Großhändler William Salomonsen in Vedbæk (Hovedstaden), Strandvej 350
- 1888 Springbrunnen
- 1888–1890 Zentralkrankenhaus in Hjørring, Nordjütland, Bispensgade (Centralsygehus)
- 1889–1891 Provinzarchiv für Nordjütland in Viborg (Provinsarkiv for Nørrejylland, jetzt: Landsarkivet for Nørrejylland)
- 1891–1893 Pastorat in Stege, Seeland (Stege Præstegård)
- 1891 Technische Schule in Hjørring, Nordjütland (Teknisk Skole), Kongensgade
- 1890 Villa des Bierbrauers Carl Jacobsen (Carlsberg) in Kopenhagen/Vesterbro (unter Denkmalschutz)
- 1890–1895 Um- und Anbauten der ersten Ny Carlsberg Glyptotek in Valby (Kopenhagen) (unter Denkmalschutz)
- 1894 Sparkasse Hjørring, Kongensgade
- 1895–1897 Zollamt Århus (Århus Toldkammer), Ostjütland, Havnegade (unter Denkmalschutz)
- 1897–1899 Jagdhaus und Umbauten des Herrenhauses Kalø Hovedgård an der Kalø Vig, Mitteljütland (unter Denkmalschutz)
- 1897 Århus Theater (1897–1900 ausgeschmückt von Karl Hansen Reistrup; unter Denkmalschutz)
- 1898 Bebauungsplan für die Ländereien von Marselisborg, Århus (zusammen mit Staatsingenieur Charles Ambt)
- 1898–1902 Staatsbibliothek Bispetoften, Århus (ausgeschmückt von Karl Hansen Reistrup, unter Denkmalschutz)
- 1899–1902 Schloss Marselisborg bei Århus
- 1901–1906 Erweiterung der Ny Carlsberg Glyptotek, Kopenhagen (nach einem Wettbewerb, unter Denkmalschutz)[4]
- 1901 Büro- und Laborgebäude für Carlsberg-Brauerei, Valby (Kopenhagen)
- 1901–1902 Villa Kampen (Hack Kampmanns eigene Villa), Strandvejen 104, Århus (unter Denkmalschutz)
- 1902–1905 Sankt-Johannes-Kirche in Trøjborg
- 1903–1905 Post- und Telegrafengebäude in Århus, Kannikegade
- 1904–1906 Gutshof (Herregården) in Rye Nørskov
- 1904–1905 Die jütländische Handelshochschule (Den jydske Handelshøjskole, jetzt: Århus Købmandsskole) in Aarhus, Hans Broges Gade
- 1905 Erweiterung der Privatbank Aarhus, Kannikegade (abgerissen 1929)
- 1905–1906 Neu- und Umbau der Kathedralsschule in Aarhus (Aarhus Katedralskole)
- 1905–1906 Verwaltungsgebäude der Kreditvereinigung der jütländischen Grundbesitzer (Kreditforeningen af jydske Landejendomsbesiddere), jetzt; Nykredit, in Viborg, Nordjütland, Sct. Mathias Gade (zusammen mit Valdemar Schmidt)
- 1907–1908 Zollamt Skagen (Skagen Toldkammer), Skagen (unter Denkmalschutz)
- 1908–1910 Post- und Telegrafengebäude in Aalborg, Nordjütland, Algade 42–44 (unter Denkmalschutz seit 1988)
- 1909 Konzept für eine Stadt mit Bahnhof (Stationsbyen) und ein Kleinbauernhaus (Husmandshus; Landesausstellung in Århus) (abgerissen)
- 1909–1910 Amtmannshaus in Hjørring (Amtmandsboligen i Hjørring), Amtmandstoften 1 (unter Denkmalschutz seit 2010)[5]
- 1909 Sommerhaus für Großhändler Christian Kampmann, Lønstrup, Nordjütland (abgerissen)
- 1910 Zollamt in Viborg, Mitteljütland, Banegårdspladsen (abgerissen)
- 1910 Gerichtsgebäude und Gefängnis in Hornslet, Mitteljütland (Hornslet Ting- og Arresthus), Tingvej 35
- 1910 Postamt in Langå, Ostjütland (Langå Posthus), Bredgade 53 (stillgelegt)
- 1910 Postamt in Hurup, Nordjütland (Hurup Posthus), Jernbanegade 2 (stillgelegt, Fenster verändert)
- 1910 Postamt in Hadsten, Ostjütland (Hadsten Posthus), Østergade 6 (stillgelegt 2006, Fenster verändert)
- 1911 Postamt in Sindal, Nordjütland (Sindal Posthus; stillgelegt 1990; unter Denkmalschutz 1997)
- 1911–1913 Zollamt in Horsens, Ostjütland (Horsens Toldkammer), jetzt: Lager von Bestseller A/S
- 1911–1912 Neuer Turm der St.-Sørens-Kirche (Sankt Sørens Kirke) in Gammel Rye, Ostjütland
- 1911–1919 Sarkophage für den dänischen König Christian IX. und Königin Louise in dem Dom zu Roskilde, Insel Seeland
- 1913 Brunnenbecken für die Skulpturengruppe Danserindebrønden (deut: Tanz um den Brunnen) des dänischen Bildhauers Rudolph Tegner im Königsgarten im Zentrum von Kopenhagen (früher: Rosenborg Park), die Skulpturengruppe steht jetzt in Helsingør
- 1913–1918 Postamt in Løgstør, Nordjütland (Løgstør Posthus)
- 1913–1915 Zollamt in Frederikshavn, Nordjütland (Frederikshavn Toldkammer)
- 1916 Landhaus für den Großhändler Christian Kampmann in Århus, Kronhjortevej
- 1915 Polizeiwache Frederiksberg in Kopenhagen, Howitzvej 30 (Gewinner nach Wettbewerb, unter Denkmalschutz)
- 1915–1926 Kathedralsschule in Viborg (Viborg Katedralskole) (zusammen mit seinem Sohn Christian Kampmann und Johannes Frederiksen, unter Denkmalschutz)
- 1916 Postamt in Viborg (Viborg Posthus), Sct. Mathias Gade 58
- 1916–1919 Staatliche Prüfanstalt (Statsprøveanstalten) in Kopenhagen, Amager Boulevard 108 (abgerissen 1995)
- 1918–1926 Staatliche Schule in Randers, Ostjütland (Randers Statsskole; zusammen mit seinem Sohn Christian Kampmann und Johannes Frederiksen; abgerissen)
- 1918 Postgebäude in Skørping, Nordjütland (Skørping Postbygning)
- 1918 Cordial Theater in Oslo, Stortingsgatan 16, Norwegen
- 1918–1919 St. Pauls Kirche in Hadsten (Sankt Pauls Kirke; zusammen mit seinem Sohn Hans Jørgen Kampmann)
- 1918–1924 Polizeiwache Kopenhagen (Københavns Politigård), Polititorvet (zusammen mit Aage Rafn, Christian und Hans Jørgen Kampmann, Holger Jacobsen und Anton Frederiksen; unter Denkmalschutz)
- 1919–1921 Postamt Brædstrup (Brædstrup Posthus), Ostjütland
- 1919–1920 Umbau von Schloss Aalborghus in Aalborg, Nordjütland (Aalborghus Slot auch Aalborghus)
- 1919 Um- und Erweiterungsbauten auf dem Herrenhaus Palstrup bei Viborg
- 1620 neuer Turm und Kirchenvorraum der Königlichen Tisted Kirche (Kongens Tisted Kirke) in Nørager, Buerup Sogn/Seeland
- 1920 Zollamt in Silkeborg, Mitteljütland (Silkeborg Toldkammer); jetzt: Postamt, Drewsensvej (zusammen mit Christian Kampmann)
- 1921 Zollamt und Dienstgebäude Ebeltoft, jetzt: Glasmuseum Ebeltoft (zusammen mit Christian Kampmann)

### Restaurierungen
- 1889–1891 Kirche in Sneslev, Seeland
- 1894 Helligåndshaus in Randers, Ostjütland
- 1895 Kirche in Thisted, Nordjütland
- 1897–1898 Erweiterungsbau und Restaurierung der Kirche in Nørresundby, Nordjütland
- 1898 alte Kirche in Skive, Mitteljütland
- 1899–1910 Restaurierung und Erweiterungsbau der Budolfi Kirche in Aalborg, Nordjütland
- 1904–1907 Kloster Aalborg, Adelgade, Nordjütland
- 1907–1920 Domkirche in Aarhus (dän.: Århus Domkirke), Mitteljütland